# James Fréret
Pour les articles homonymes, voir Fréret.
James Fréret, né à La Nouvelle-Orléans en 1838 et mort en 1897, est un architecte américain d'origine franco-louisianaise.

## Biographie
James Fréret a suivi une formation artistique à l'École des beaux-arts de Paris.
Son cousin, William Alfred Fréret (1833–1911), était lui-même un architecte louisianais et responsable du département américain d'architecture à Washington. Son oncle, William Fréret, fut maire de La Nouvelle-Orléans.
Un faubourg de La Nouvelle-Orléans porte le nom de Freret en l'honneur de cette illustre famille.

## Œuvres
Ses travaux architecturaux comprennent:
- Le bâtiment mauresque, La Nouvelle-Orléans (avec William Alfred Fréret), détruit par un incendie en 1897 ;
- La chambre de commerce de La Nouvelle-Orléans ;
- Magasin Lemann, au 314 rue du Mississippi à Donaldsonville ;
- Bâtiment administratif du Spring Hill College Quadrangle à Mobile, Alabama ;
- Plusieurs œuvres de l'Upper Central Business District à La Nouvelle-Orléans.